# Enzo Maccarinelli
Enzo Maccarinelli (Swansea, 1980. augusztus 20.) walesi profi ökölvívó.
A Bishop Vaughn swansea-i katolikus középiskolában kezdte meg tanulmányait, de a 6. osztály után inkább a box lett az életcélja.

## Profi karrierje
- 2006. július 8-án az argentin Marcelo Fabian Dominguez legyőzésével szerezte meg a WBO cirkálósúlyú címét, amit még négy alkalommal védett meg.
- 2008. március 8-án a „The Battle Of Britain” néven megrendezett címegyesítő mérkőzésen a második menetben technikai kiütéssel kapott ki a WBC és WBA egyesített bajnok angol David Hayetől.

33 mérkőzéséből 29-et nyert meg (22-t időn belül), négyet vesztett el.
- 2006-2008 WBO cirkálósúlyú világbajnok